# Паньчук Олександр Левкович
Олександр Левкович Паньчук 1921  — † 1951р. Дубенська в’язниця. 1939  — 1940 крайовий провідник ОУН Дубенського району. 1942  —  1945  — зверхник СБ ОУН Дубенського, Вербівського, Демидівського районів.

## Життєпис

### Родина
Народився в сім’ї селян села Іваннє. Родину окупаційна радянська влада вивезла в зиму 1939-1940 р. Коли прийшли активісти, Олександр втік через вікно.

### Підпілля
На час вивезення родини Олександр Паньчук був вже членом ОУН, псевдо «Спритний». Залишався у підпіллі до 1941-го року, до приходу німецької адміністрації. При новій окупації напівлегалізувався і вже був провідником ОУН Дубнівського району.

### В СБ
1942 – стає референом СБ ОУН (б) Дубнівського району, псевдо «Мамай». 
1944 – зверхник СБ Дубенського, Вербівського та Демидівських районів. Учасник бою під Гурбами

#### Характеристика
Єдиним джерелом інформації про роботу «Мамая» є спогади вояка Михайла Карпюка, викладені ним у книзі «Мої веселі та сумні дороги». Михайло Карпюк характеризує «Мамая», як жорстокого провідника, але фанатично відданого справі, який не жалів ні себе, ні людей. 

### Арешт і убивство
Про останні дні «Мамая» відомо із тих же спогадів Михайла Карпюка: 
| У 1991-му я зі слідчим розбирали мою справу на реабілітацію. Я й спитав його, чи не можна мені й справу мого друга глянути. Звісно, це заборонено, та слідчий пішов назустріч. Приніс його справу, а сам вийшов. «Мамай» із секретаркою ускочив у засідку в кінці червня 1945 року біля Жорнівських хуторів. Аби не потрапити до полону, застрелив секретарку (у них був договір ще при мені, якщо буде така ситуація, то вона просила аби він її застрелив) і спробував застрелитися сам. Та куля пішла не в череп, а поза черепом, повибивало очі, праве око вилетіло зовсім, і куля вийшла через ліве. Ще й у ноги був поранений. Він так влучно відповідав на допитах слідчим, по-перше він говорив: «Ви не маєте права мене судити, бо ви ніхто, ви окупанти, а я не ваш підлеглий», а ще на яке питання відповідав: «Я не знаю, і аби знав, то не сказав би». До справи було долучена його світлина зроблена чекістами, де він сидить на дивані, без очей, глумливо так посміхається з тих, хто допитував. Зі справи дізнався, що він не ходив, на допити носили. Його тримали аж до 1951-го року, потім розстріляли. |
- Не реабілітований.